# Yuto Nagasaka
Yuto Nagasaka (født 22. maj 1994) er en japansk fodboldspiller.